# Ирпа (посёлок)
Ирпа — опустевший поселок в Климовском районе Брянской области в составе Новоропского сельского поселения.

## География
Находится в юго-западной части Брянской области на расстоянии приблизительно 15 км на юго-восток по прямой от районного центра поселка Климово.

## История
Упоминался со второй половины XVIII века как хутор Лашкевича с винокуренным заводом. В 1859 году учтено 10 дворов, в 1892 — 18, в 1928 — 33 хозяйства. В середине XX века — колхоз «Новая Ирпа». На карте 1941 года был отмечен как поселение с 32 дворами. По состоянию в 2020 году опустел.

## Население
Численность населения: 59 человек (1859 год), 115 (1892), 154 (1926), 17 (русские 97 %) в 2002 году, 5 в 2010.